# Georges Reeb
Georges Henri Reeb, né le 12 novembre 1920 et mort le 6 novembre 1993, est un mathématicien français. Il a travaillé sur la topologie différentielle, la géométrie différentielle, les équations différentielles, la topologie des systèmes dynamiques et l'analyse non standard.
En 1948, il a obtenu un doctorat de l'université de Strasbourg (cette dernière ayant été évacuée pendant l'occupation à Clermont-Ferrand) avec comme sujet de thèse Propriétés topologiques des variétés feuilletées. Son directeur de thèse était Charles Ehresmann.
En 1954, il a été invité à l'Institute for Advanced Study.
En 1965, il a été, avec Jean Leray et Pierre Lelong, à l'origine d'une  rencontre bi-annuelle à Strasbourg
entre  physiciens théoriciens et  mathématiciens. Cette rencontre a encore lieu aujourd'hui.
Il a été professeur à Grenoble (Université Joseph Fourier) et Strasbourg (Université Louis-Pasteur) où il a dirigé entre 1967 et 1972 l'Institut de recherche mathématique avancée, qu'il avait créé avec Jean Frenkel en 1966.
Il a été nommé Chevalier, en 1973, puis Officier, en 1982, de l'Ordre National du Mérite. 
Georges Reeb est docteur honoris causa en 1991 de l'université de Fribourg-en-Brisgau et de l'université de Neuchâtel.

## Contributions engéométrie différentielle

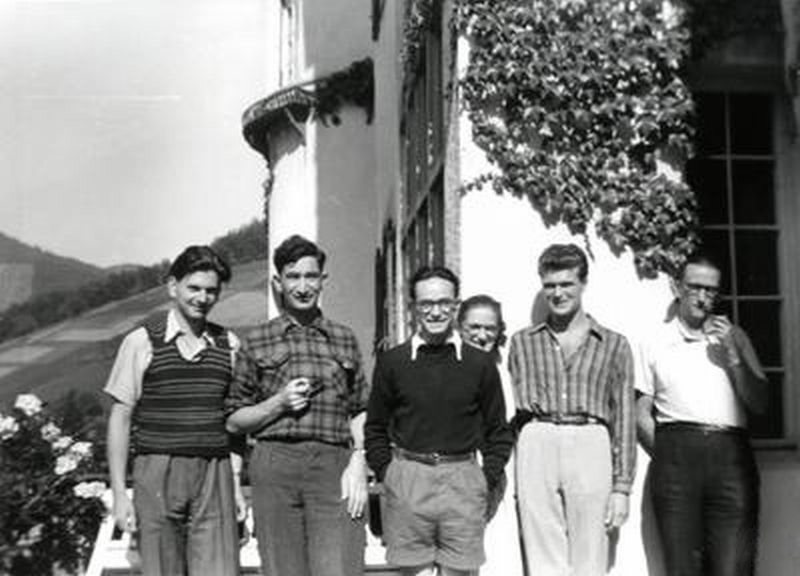
de gauche à droite:René Thom, Jean Arbault, Jean-Pierre Serre, Josiane Serre, Jean Braconnier, Georges Reeb, à l'Institut de recherches mathématiques d'Oberwolfach en 1949

Reeb est le créateur de la théorie topologique des feuilletages, illustrée par l'exemple typique du feuilletage de Reeb.
Le théorème de Reeb (en) stipule qu'une variété compacte qui admet une fonction ayant exactement deux points critiques est homéomorphe à la sphère. La preuve de ce résultat fait pressentir l'existence de structures exotiques sur la sphère, autrement dit la possibilité de sphères homéomorphes non difféomorphes, ce qui a été confirmé en 1956.

## Un défenseur de l'analyse non standard
Vers 1973, Georges Reeb découvre par hasard l'analyse non standard d'Abraham Robinson et s'en fait un ardent défenseur
et promoteur. Il se heurte aux réticences de nombre de ses collègues. Cela ne l'empêche pas d'encadrer une dizaine de thèses sur
l'application de l'analyse non standard aux systèmes dynamiques.
Un exposé de Pierre Cartier au Séminaire Bourbaki est consacré en 1981
aux travaux qu'il a suscités